# New York-skolan
New York-skolan (engelska: New York school) var en informell och heterogen grupp av bildkonstnärer, poeter och musiker inom New Yorks avantgardescen under 1940- till 1960-talen, som under sin framväxt hade rötter i europeisk modernism, däribland dadaism och surrealism.
Inom bildkonsten utvecklades inte minst den abstrakta expressionismen, med bland andra Helen Frankenthaler, Arshile Gorky, Grace Hartigan, Hans Hofmann, Willem de Kooning, Lee Krasner, Joan Mitchell, Robert Motherwell, Barnett Newman, Jackson Pollock, Mark Rothko.
En rad jazzmusiker, från Charlie Parker och Billie Holiday till John Coltrane och Miles Davis skänkte samtidigt jazzen en ny musikalisk dignitet. 
Konstmusiken revolutionerades i dubbel bemärkelse av Julius Eastmans banbrytande minimalism vars påverkan på dagens musik är svår att överskatta. John Cage, Morton Feldman och Ned Rorem var kollektivt stilbildande inom den för sin tid så typiska konstmusik, influerad av ett experimentellt utforskande av vad musik är och hur den kan låta. Suzanne Ciani populariserade det experimentella och minimalistiska uttrycket genom att tillämpa det på elektronisk musik. 
Poesin vitaliserades på liknande vis av bland andra Frank O'Hara, John Ashbery, Kenneth Koch, James Schuyler och Barbara Guest i en första generation från 1950-talet och framåt, följda av bland andra Ron Padgett, Anne Waldman och Ted Berrigan i en andra våg från 1960-talet.